# زاریا (شهر)
زاریا شهری است در کشور نیجریه که جمعیت آن بر اساس سرشماری سال ۲۰۰۶ برابر ۴۰۸٬۱۹۸ نفر بوده است. در آخرین ماه ۲۰۱۵ حسینیه بقیةالله این شهر تخریب شد و شیعیان قتل عام شدند و ابراهیم زکزاکی رهبر شیعیان نیجریه دستگیر شد. 

## مشاهیر
از افراد سرشناس زاریایی می‌توان به شولا آمئوبی و ابراهیم زکزاکی اشاره کرد.